# كارلوس أوريليو لوبيز
كارلوس أوريليو لوبيز (بالإسبانية: Carlos Aurelio López) هو لاعب كرة قدم مكسيكي، ولد في 21 مارس 1991 في ليون في المكسيك.

## روابط خارجية
- كارلوس أوريليو لوبيز على موقع قاعدة بيانات كرة القدم.إي يو (الإنجليزية)
- كارلوس أوريليو لوبيز على موقع Soccerway.com (الإنجليزية)